# Тынбахтино
Тынбахтино (баш. Тымбахты) — деревня в Калтасинском районе Республики Башкортостан Российской Федерации. Входит в состав Краснохолмского сельсовета.

## География

### Географическое положение
Расстояние до:
- районного центра (Калтасы): 21 км,
- центра сельсовета (Краснохолмский): 3 км,
- ближайшей ж/д станции (Янаул): 38 км.

## Население
| 2002 | 2009 | 2010 |
| ---- | ---- | ---- |
| 88   | ↘81  | ↘70  |

Национальный состав
Согласно переписи 2002 года, преобладающая национальность — удмурты (94 %).